# Lauren Hall
Lauren Hall, née le 2 février 1979 à Vicksburg, est une coureuse cycliste américaine. Professionnelle entre 2010 et 2018, elle a notamment remporté Gand-Wevelgem en 2014.

## Biographie
Elle est originaire du Mississippi. Elle suit tout d'abord des cours de biologie au Belhaven College. 
Elle se diplôme ensuite d'un master of Science en management de l'université d'État du Mississippi. Elle vit à Dolores. Elle se rend régulièrement en hiver à Tucson. 
Durant sa jeunesse, elle joue au football. Elle obtient une bourse à l'université puis joue à un niveau semi-professionnel durant un an dans l'équipe de Memphis. Elle ne parvient pas à monter à l'échelon supérieur et décide de jeter l'éponge en 2002. Elle continue à courir régulièrement et participe au marathon de Nashville en 2006. Elle commence le cyclisme juste après afin de préparer des triathlons mais se consacre finalement exclusivement au premier sport,.  
Elle devient professionnelle en 2010. Elle court sur piste en complément de la route, mais préfère cette dernière.
En 2014, elle remporte Gand-Wevelgem en plaçant une attaque dans le dernier kilomètre.
En 2015, sur la troisième étape de l'Holland Ladies Tour, elle s'échappe avec Marta Bastianelli et la devance au sprint.
En 2018, elle gagne le Grand Prix cycliste de Gatineau. En août de la même année, elle met un terme à sa carrière à 39 ans.

## Palmarès sur piste
- 2011
  -  Championne des États-Unis de l'américaine (avec Kate Wilson)
- 2012
  -  Championne des États-Unis de poursuite individuelle
  -  Championne des États-Unis du scratch

## Palmarès sur route

### Par années
- 2011
  - 3e étape du Tour de Toona
  - 4e étape de la Cascade Cycling Classic
  - 3e de la Clarendon Cup
- 2012
  - 2e du championnat des États-Unis sur route
  - 2e du Tour de Toscane
- 2013
  - 4e étape du Tour of the Gila
  - 2e étape du Nature Valley Grand Prix
  - 4e étape de la Cascade Cycling Classic
  - 2e du championnat des États-Unis sur route
  - 8e du championnat du monde du contre-la-montre
- 2014
  - Gand-Wevelgem
  - 3e de la Tucson Bicycle Classic
  - 3e de la Philadelphia Cycling Classic
  - 4e du championnat du monde du contre-la-montre par équipes
- 2015
  - 1re (contre-la-montre par équipes), 2e et 5e étapes du Tour de Nouvelle-Zélande
  - 3e étape de la Valley of the Sun Stage Race
  - 3e étape de l'Holland Ladies Tour
  - 4e étape de la Cascade Cycling Classic
  - 5e du championnat du monde du contre-la-montre par équipes
- 2016
  - 2e étape de la Green Mountain Stage Race
  - 3e de la Green Mountain Stage Race
- 2017
  - Sunny King Criterium
  - 1re étape de la Gateway Cup
  - 2e de la Gateway Cup
- 2018
  - 2e étape de la Valley of the Sun Stage Race
  - Grand Prix cycliste de Gatineau

### Classement UCI
| Année                                 | 2012 | 2013 | 2014 | 2015 | 2016 | 2017 | 2018 |
| ------------------------------------- | ---- | ---- | ---- | ---- | ---- | ---- | ---- |
| Classement UCI                        | 62e  | 55e  | 50e  | 111e | 410e | 448e | 129e |
| UCI World Tour                        |      |      |      |      | nc   | nc   | 210e |
|                                       |      |      |      |      |      |      |      |
| Légende : nc = non classéSource : UCI |      |      |      |      |      |      |      |